# کنیس موسباچنسیس
کنیس موسباچنسیس (به لاتین: Canis mosbachensis) گونه‌ای گرگ منقرض شده است که از اواخر پلیستوسن اولیه تا پلیستوسن میانی، در حدود 1.4 میلیون تا 400 هزار سال پیش، در اروپا ساکن بود. به‌طور گسترده تصور می‌شود که کنیس موسباچنسیس از گونه‌ی قدیمی‌تر کنیس اتروسکوس (Canis etruscus) منشأ گرفته و جد گرگ خاکستری امروزی (Canis lupus) است. و برخی آن را زیرگونه‌ای از گرگ به نام گرگ موسباچنسیس (Canis lupus mosbachensis) می‌دانند. تمایز ریخت‌شناسی بین C. mosbachensis و C. lupus از نظر تاریخی مبهم بوده است، و انتساب فسیل‌ها به C. mosbachensis یا به C. lupus در حدود زمان گذار نیز بین این دو گونه مبهم است.

## طبقه‌بندی زیستی
گونه‌ی کنیس موسباچنسیس توسط سورگل در سال ۱۹۲۵ بر پایه‌ی مجموعه‌ای از بقایا که در موسباخ آلمان یافت شده بود، نام‌گذاری شد. بعدها مشخص شد که گونه‌ی دیگری از سگ‌سانان به نام Xenocyon lycaonoides نیز در همان محل حضور داشته، بنابراین بقایای یافت‌شده در موسباخ را نمی‌توان صرفاً به دلیل تعلق به سگ‌سانان به کنیس موسباچنسیس نسبت داد. نبود نمونه‌ی تیپ و نبود توصیف دقیق از برخی بقایای موسباخ موجب ابهام در تعریف دقیق کنیس موسباچنسیس شده است. مطالعات توصیفی دقیق‌تر توسط سوتنیکووا بر روی مواد به‌دست‌آمده از محوطه‌ی اواخر پلیستوسن آغازین در اونترماسفلد آلمان، مبنای مستحکم‌تری برای تشخیص این گونه فراهم کرد. پژوهش‌های بعدی در مکان‌های دیگر رابطه‌ی نزدیک میان C. mosbachensis و گرگ امروزی C. lupus را آشکار کرد. پستانداران‌شناسانی مانند اریش تنیوس، بیورن کورتن، آنری دو لوملی، و آلن آرژان معتقدند که C. mosbachensis باید به‌عنوان زیرگونه‌ای از گرگ خاکستری در نظر گرفته شود و نام C. lupus mosbachensis به آن اطلاق گردد. اما برخی پژوهشگران دیگر با این نظر مخالف‌اند و کنیس موسباچنسیس را گونه‌ای مستقل می‌دانند.
گرگ موسباچنسیس در بازه‌ی زمانی بین Canis etruscus از دوره‌ی پلیستوسن آغازین و گرگ مدرن C. lupus وجود داشته است. تبارشناسی پذیرفته‌شده‌ای وجود دارد که گرگ کنونی C. lupus از C. etruscus و سپس از C. mosbachensis مشتق شده است. با این حال، برخی پژوهشگران رابطه‌ی کالبدشناختی واضحی بین C. mosbachensis و C. etruscus نمی‌بینند، بلکه C. mosbachensis را مشابه‌تر به C. arnensis می‌دانند و ویژگی‌های اندازه و دندانی آن را نزدیک‌تر به یک شغال همه‌چیزخوار می‌دانند.
در سال ۲۰۱۰، مطالعه‌ای نشان داد که تنوع گروه Canis از پایان پلیستوسن آغازین تا میانه کاهش یافت و در اوراسیا به دو نوع گرگ محدود شد: گرگ‌های کوچک گروه C. mosbachensis–C. variabilis که اندازه‌ای مشابه گرگ هندی امروزی (Canis lupus pallipes) داشتند، و گرگ‌های بزرگ فوق‌گوشت‌خوار Canis (Xenocyon) lycaonoides که از نظر اندازه به گرگ خاکستری شمالی امروزی شباهت داشتند.
با ادامه‌ی فرگشت، گرگ‌ها بزرگ‌تر می‌شوند. پستانداران‌شناس رونالد نواک پیشنهاد کرد که C. mosbachensis نیای گرگ‌های اوراسیایی و آمریکای شمالی بوده است؛ به‌طوری‌که یکی از جمعیت‌های C. mosbachensis به آمریکای شمالی مهاجرت کرده و در پی یخبندان‌های بعدی منزوی شده و در آن‌جا به C. rufus تبدیل شده است. جمعیت دیگر در اوراسیا باقی مانده و به C. lupus فرگشت یافته که سپس به آمریکای شمالی نیز مهاجرت کرده است.
آخرین نمونه‌ی C. mosbachensis در اروپا به ۴۵۶ تا ۴۱۶ هزار سال پیش بازمی‌گردد، اما نمونه‌هایی در جنوب انگلستان یافت شده که ممکن است مربوط به دوره‌های زمانی MIS 11 تا 9 باشند.
در سال ۲۰۲۲، کایوس دیتریش زیرگونه‌ی جدیدی به نام Canis lupus bohemica را برای بقایای یافت‌شده در غار خفاش‌ها نزدیک سربسکو در بوهم مرکزی، جمهوری چک، پیشنهاد کرد که به حدود ۸۰۰٬۰۰۰ سال پیش بازمی‌گردند.